# Aire urbaine de Montpon-Ménestérol
L'aire urbaine de Montpon-Ménestérol était une aire urbaine française constituée autour de la ville de Montpon-Ménestérol, en Dordogne.
En 2020, l'Insee définit un nouveau zonage d'étude : les aires d'attraction des villes en remplacement des aires urbaines. L'aire d'attraction de Montpon-Ménestérol remplace désormais son aire urbaine, avec un périmètre différent.

## Caractéristiques
L'aire urbaine de Montpon-Ménestérol était composée de sept communes, situées en Dordogne et en Gironde.
Son pôle urbain était l'unité urbaine de Montpon-Ménestérol, formée des sept mêmes communes .

### Communes
Selon la délimitation de 2010, les sept communes appartenant à l'aire urbaine de Montpon-Ménestérol étaient Ménesplet, Montpon-Ménestérol, Moulin-Neuf et Le Pizou, en Dordogne, ainsi que Gours, Porchères et Saint-Antoine-sur-l'Isle, en Gironde.

## Évolution démographique
L'évolution démographique concerne l'aire urbaine selon le périmètre défini en 2010.
| 1968  | 1975  | 1982   | 1990   | 1999   | 2007   | 2012   | 2017   |
| ----- | ----- | ------ | ------ | ------ | ------ | ------ | ------ |
| 9 656 | 9 960 | 10 040 | 10 076 | 10 005 | 11 046 | 11 329 | 11 595 |